# Pueblo chiquitano
Chiquitano  o monkox es un pueblo amerindio, nativo de la Chiquitanía, sabana tropical del departamento de Santa Cruz, Bolivia. Minorías residen en la ciudad de Santa Cruz de la Sierra, en el departamento del Beni, (Bolivia), y también en el estado de Mato Grosso, en Brasil. Aproximadamente veinte mil hablan el idioma chiquitano o besɨro.
La población que se autoreconoció como chiquitana en el censo boliviano de 2001 fue de 112 218 personas. Este número disminuyó a 87 885 en el censo de 2012. Adicionalmente otros 243 fueron censados con el nombre de bésiros.

## Ubicación
El territorio de la Chiquitanía limita al norte con el departamento del Beni, al sur con la provincia Cordillera y la República del Paraguay, al este con la República del Brasil y al oeste con las provincias Guarayos y los valles mesotérmicos en el departamento de Santa Cruz de la Sierra